# Abies fargesii
Espèce
Classification phylogénétique
Statut de conservation UICN

 LC  : Préoccupation mineure
Abies fargesii est une espèce de conifères de la famille des Pinacées. Il est originaire du Centre et de l'Est de la Chine.

## Description

### Dimensions
Abies fargesii a une hauteur de 40 mètres mais peut parfois atteindre 65 mètres pour un tronc de 1,5 à 2 mètres de diamètre.

### Caractéristiques botaniques
Abies fargesii possède un port conique .
Son écorce est d'abord brun-rouge et lisse puis, prend un teint gris-brun foncé et devient écailleuse ainsi que fissurée.
Les ramules sont rouges, légèrement sillonnées, glabres ou avec une légère pubescence couleur rouille dans les sillons.
Les bourgeons sont globuleux ou sub-globuleux, rougeâtres et plus ou moins résineux.
Les aiguilles font de 1 à 3 cm de longueur et de 1 à 4 mm de largeur, sont vert foncé sur la face supérieure, blanc verdâtre sur la face inférieure. Elles sont linéaires, aplaties et oblancéolées. L'apex est échancré voir obtus si les aiguilles poussent sur des rameaux portant des cônes.
Les cônes mâles mesurent 1,3 cm, rouges et disposés en amas près de l'extrémité des rameaux.
Les cônes femelles mesurent de 6 à 9 cm de longueur pour 3 à 4 cm de largeur, sont d'abord violets avant de devenir brun-pourpre et sont ovoïdes voire oblongs. Ils ont un très court pédoncule. Leurs écailles sont en éventails, aux bords entiers, mesurant de 1,5 à 2 cm de large et placées au milieu des cônes avec des bractées épineuses peu ou pas sorties. Les graines sont noires, mesurant de 4 à 8 mm, avec une aile asymétrique noire de 1 cm et possédant 4 à 6 cotylédons.

## Répartition et habitat

### Distribution
Abies fargesii pousse naturellement à partir de 1500 jusqu'à 4000 mètres dans le Centre et l'Est de la Chine et plus précisément dans le Henan, l'Hubei, le Gansu, le Shaanxi, le Sichuan et le Yunnan. Il a été introduit en Europe en 1901 par Ernest Wilson.

### Exigences
Abies fargesii est résistant jusqu'à -17 °C mais est en proie aux maladies.

## Utilisation
Abies fargesii est utilisé dans la construction.